# Harry Ruby
Harry Ruby (27 de enero de 1895 - 23 de febrero de 1974) fue un compositor y guionista cinematográfico de nacionalidad estadounidense.

## Biografía
Nacido en Nueva York, hubo de renunciar a su temprana ambición de hacerse jugador profesional de béisbol. En vez de ello, Ruby actuó en el circuito de vodevil como pianista del Bootblack Trio y del Messenger Boys Trio, donde conoció a Bert Kalmar, con el cual colaboraría a lo largo de toda su vida. Juntos formaron un exitoso equipo de compositores de canciones, trabajando juntos hasta el fallecimiento de Kalmar en 1947. Su colaboración se retrata en el musical de 1950 de MGM Three Little Words, protagonizado por Fred Astaire en el papel de Kalmar y Red Skelton en el de Ruby. 
Harry Ruby falleció en 1974 en Woodland Hills (Los Ángeles), California. Sus restos fueron depositados en el Crematorio Chapel of the Pines de Los Ángeles.
A Harry Ruby se le incluyó en el Salón de la Fama de los Compositores en 1970.

## Filmografía

### Bandas sonoras
- El conflicto de los Marx (1930)
- Plumas de caballo (1932)
- Sopa de ganso (1933)
- Bright Lights (1935)
- Walking on Air (1936)

### Guiones
- The Kid from Spain (1932)
- Plumas de caballo (1932)
- Sopa de ganso (1933)
- Bright Lights (1935)
- Walking on Air (1936)
- The Life of the Party (1937)
- Lovely to Look at (1952)

## Trabajo en Broadway
- Ziegfeld Follies of 1918 (1918)- revista - compositor
- Helen of Troy, New York (1923) - Musical teatral – compositor y letrista en colaboración
- No Other Girl (1924) - musical - compositor y letrista en colaboración
- Holka Polka (1925) - musical – libretista colaborador y editor
- The Ramblers (1926) - musical – compositor, letrista, libretista en colaboración
- Lucky (1927) - musical - co-libretista
- The Five O'Clock Girl (1927) - musical - compositor
- She's My Baby (1928) - musical - co-libretista
- Good Boy (1928) - musical - compositor y letrista en colaboración
- Animal Crackers (1928) - musical - compositor y letrista en colaboración
- Top Speed (1929) - musical – coproductor y coletrista
- High Kickers (1941) - musical - compositor, letrista y libretista en colaboración
- Fosse (1998) - revista – compositor del tema "Who's Sorry Now" de "All That Jazz" 1979

## Canciones de éxito de Kalmar y Ruby
- "My Honey's Lovin' Arms": Posteriormente grabada por Barbra Streisand para su álbum The Barbra Streisand Album.
- "Who's Sorry Now?" (1923): Primer gran éxito de Kalmar y Ruby.
- "Rebecca Came Back From Mecca" (1921)
- "I Wanna Be Loved by You" (1928): un éxito de Helen Kane, conocida como la "Boop-boop-a-doop girl."
- "Everyone Says I Love You" (1932)
- "I Love You So Much" (1928)
- "Three Little Words" (1930): El mayor éxito del dúo.
- "Nevertheless (I'm in Love with You)" (1931): Un éxito de Bing Crosby y Rudy Vallee, posteriormente interpretado por los Mills Brothers y Frank Sinatra.
- "What A Perfect Combination" (1932): letras de Kalmar y Irving Caesar, música de Ruby y Harry Akst, escrita para el espectáculo The Kid, protagonizado por Eddie Cantor.
- "A Kiss to Build a Dream on" (1935): Su último éxito.
- "Thinking of You" (1927): Consiguió buenos resultados en 1950 con Eddie Fisher y Don Cherry.

## Premios y distinciones
Premios Óscar
| Año  | Categoría              | Canción                      | Película  | Resultado |
| ---- | ---------------------- | ---------------------------- | --------- | --------- |
| 1952 | Mejor canción original | «A Kiss to Build a Dream On» | The Strip | Nominado  |